# سمتی (قمر)

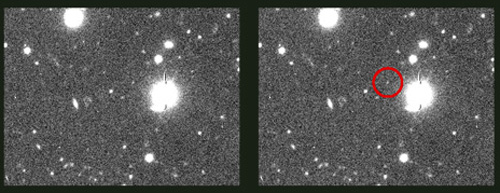
سمتی (ماه)

سمتی (ماه)ˈsæməθi: نام یکی از ماه‌های نپتون است که در سال ۲۰۰۳ میلادی کشف شد.
قطر آن ۴۰ کیلومتر، جرمش ۴٫۴‎×۱۰۱۶ کیلوگرم، نیم محور بزرگ چرخش آن به دور نپتون ۴۸٬۰۹۶٬۰۰۰ کیلومتر، دوره مداری آن ۹٬۰۷۴/۳۰ روز، انحراف مداری ۱۲۶/۳۱۲ درجه و خروج از مرکز آن ۰/۳۸۰۹ است.